# Уайт-Сэндс (Нью-Мексико)
Уайт-Сэндс (англ. White Sands, «Белые пески») — статистически обособленная местность в округе Донья-Ана, штат Нью-Мексико, Соединённые Штаты Америки.  Территория входит в метрополию Лас-Крусеса — административного центра округа.
Расположена на востоке округа, в южной часть ракетного полигона «Уайт-Сэндс».
Согласно переписи 2000 года население местности составляло 1 323 человека, образующих 432 домохозяйства и 355 семей. 71,43 % населения составляли белые, 17,61 % — латиноамериканцы 11,56 % — чёрные.

Белые пески на карте Дона-Ана (слева)